# Edward Plunkett, 18:e baron av Dunsany

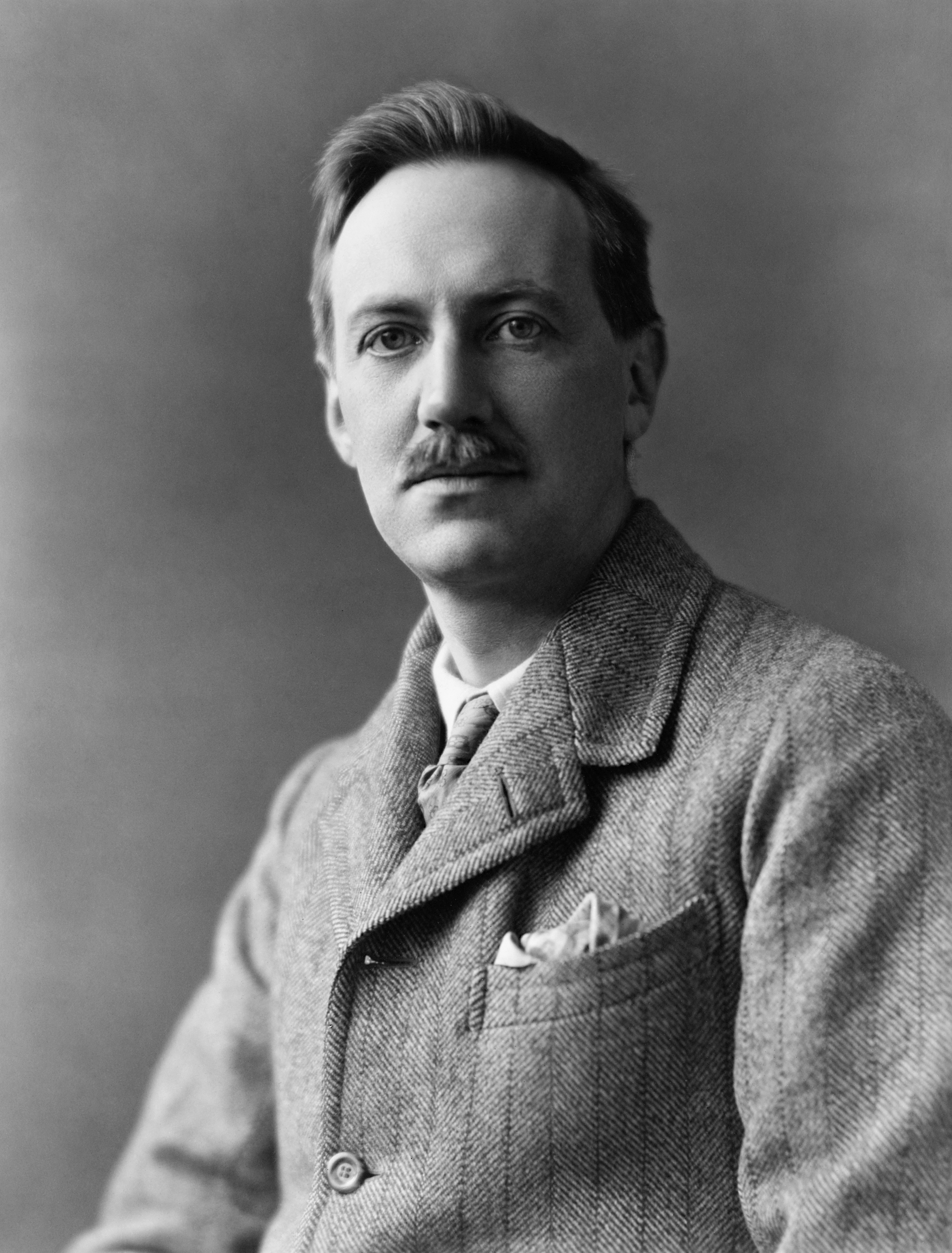
Lord Dunsany

Edward John Moreton Drax Plunkett, 18:e baron av Dunsany, född 24 juli 1878 i London, död 25 oktober 1957 i Dublin, var en brittisk-irländsk författare och dramatiker.
Dunsany uppfostrades vid Eton och militärskolan Royal Military College i Sandhurst, och tjänstgjorde under boerkriget och första världskriget. Hans dramer och prosaverk är skrivna på ett färgrikt språk och ofta synnerligen fantasifulla. Bland hans teaterstycken märks The glittering gate (1909), The gods of the mountain (1911), A night at an inn (1916) samt Alexander and other plays (1925). Under sin livstid utgav han nästan 70 böcker.
Dunsany anses som pionjär inom fantasy, mest genom romanen The King of Elfland's Daughter (1924) och novellsamlingen The Gods of Pegana (1905). Han skrev även en klassisk deckarnovell, Two Bottles of Relish och novellsamlingen Over the Hills and Far Away publicerad första gången 1974. 

## Citat
- A man is a small thing, and the night is very large, and full of wonders. - Lord Dunsany